# Teaching Materials
『Teaching Materials』（ティーチング・マテリアルズ）は、abingdon boys school（以下、a.b.s.）のアルバム。2009年10月30日発売。

## 解説
本作品は2009年11月に行われたa.b.s.のヨーロッパツアー、「abingdon boys school EUROPE TOUR 2009」に先駆けて欧州全域にて発売された来欧記念盤。
2009年8月までの日本発売の殆んどのシングル曲が時系列で収録されており実質a.b.s.にとって、初のシングル・コレクション盤といえる。「INNOCENT SORROW」「Nephilim」を除く11曲がabingdon boys school名義のアルバムに初収録。歌詞ブックレットは英訳詞、日本語詞曲のみローマ字表記の歌詞が記載。

## 収録曲
全作詞：西川貴教　全編曲：abingdon boys school
1. INNOCENT SORROW
作曲：柴崎浩
  - 1stシングル。
2. Fre@K $HoW
作曲：岸利至
  - 1stシングルのカップリング。
3. HOWLING
作曲：柴崎浩
  - 2ndシングル。
4. NERVOUS BREAKDOWN
作曲：柴崎浩
  - 2ndシングルのカップリング。
5. Nephilim
作曲：岸利至
  - 3rdシングル。
6. LOST REASON
作曲：柴崎浩
  - 3rdシングルのカップリング。
7. BLADE CHORD
作曲：SUNAO
  - 4thシングル。
8. Desert Rose
作曲：柴崎浩
  - 4thシングルのカップリング。
9. STRENGTH.
作曲：岸利至
  - 5thシングル。
10. Freedom
作曲：柴崎浩
  - 5thシングルのカップリング。
11. JAP
作曲：柴崎浩
  - 6thシングル。
12. Valkyrie
作曲：岸利至
  - 6thシングルのカップリング。
13. Kimi No Uta
作曲：柴崎浩
  - 7thシングル。本作発表時での最新シングル。

## 参加ミュージシャン
- 長谷川浩二：ドラム（#1-12）
- SASSY（HIGH and MIGHTY COLOR）：ドラム（#13）
- IKUO：ベース（#1-13）
- Lynne Hobday：Female Voice（#3,12）